# Contea di Guangzong
La contea di Guangzong (广宗县S, Guǎngzōng XiànP) è una contea della Cina, situata nella provincia di Hebei e amministrata dalla prefettura di Xingtai.